# دختنوس بنت لقيط
دَخْتَنُوس بنت لقيط بن زُرارة الدارمِية (؟ - نَحو 30 ق هـ - ؟ - نَحو 594 م) شاعِرة جاهلية مُجيدة مُحسنة، من بني تميم ولها شِعْرٌ كثير منه الهجو، والمديح، والرّثاء.

## نسبها
- هي: دَخْتَنُوس بنت لقيط بن زُرَارة بن عُدَس بن زيد بن عبد الله بن دارم بن مالك بن حنظلة بن مالك بن زيد مناة بن تميم بن مر بن أد بن طابخة بن الياس بن مضر بن نزار بن معد بن عدنان التميمية.[2]
- أُمها: زينب بنت قيس بن مسعود.

## أزواجها
تزوجت ثلاث رجال وهُم:
- أبي شريح عمرو بن عدس بن زيد بن عبد الله بن دارم وهو ابن عمها.
- عُمَيْر بن معبد بن زرارة وهو ابن عمها أيضاً.
- خالد الزراري.[3]

## حياتها
هي حفيدة زُرارة بن عُدَس سيد بني تميم وابنة لقيط بن زُرارة فارِس مضر، قيل أن أبيها كان يأتي كسرى فيحبوه ويكسوه ويكرمه، وكان لملك الفرس هذا بنت تدعى دخترنوش - أي بنت الهنيء - فَعرب لقيط الاسم وسمى إبنته على إسمها، وكانت ذات جمال أخّإذ وبهاء ودهاء، وقد سطرت كتب المُؤرخين عدة مواقف في حياتها منها:

### دختنوس فييوم شعب جبلة
حضرت يوم شعب جبلة قبل مولد نبي الإسلام بتسع عشرة أو بسبع عشرة سنة حيث كان القتال بين بني عبس وبني عامر بن صعصعة وقومها بني تميم بقيادة أبيها لقيط بن زُرارة الذي كان يأخذها معه في كل غزوة ويرجع إلى رأيها.
وفي أثناء زحف جيش بني تميم ساروا في جمعٌ عظيم لا يشكون في قتل عبس وعامر فلقي لقيط في طريقه كرب بن صفوان بن الحباب السعدي وكان شريفًا فقال:
«ما منعك أن تسير معنا في غزاتنا ؟»
قال:
«أنا مشغول في طلب إبلٍ لي».
قال:
«لا بل تريد أن تنذر بنا القوم ولا أتركك حتى تحلف أنك لا تخبرهم».
فحلف له ثم سار عنه وهو مُغضب، وعاد كرب بن صفوان فلقي لقيطًا
فقال له:
«أأنذرتَ القوم ؟؟!»
فأعاد الحلف له أنه لم يكلم أحدًا منهم فخلى عنه.
فقالت دختنوس لأبيها لقيط:
«ردني إلى أهلي ولا تعرضني لعبس وعامر فقد أنذرهم لا محالة».
فأستحمقها وساءه كلامها وردها ولم يسمع مشورتها بإن كرب بن صفوان أنذر بني عامر بن صعصعة منهم وأنهم سينهزمون في المعركة فتجاهل أبوها رأيها وسار بالجيش فاقتتلوا مع بني عبس وبني عامر قتالًا شديدًا وكثرت القتلى في تميم وقتل رؤساء الجيش وتم آسر زوجها عمرو بن عدس وعمها حاجب ابن زُرارة ومعاوية بن الجون وأبيها لقيط بن زُرارة وقع في الأسر أيضاً وطعنه شريح بن الأحوص العامري فَتذكر ما قالته دختنوس فَجعل يرثيها عند احتضاره:
وعندما مات جعل بنو عبس يضربون جثته فبلغ ذلك دختنوس فقالت:
وأيضاً تقول في رثاء أبيها:
ولها قصيدة هجاء تُعير فِيها النعمان بن قهوس التيمي - من تيم الرباب - لِفراره من القتال يوم شعب جبلة، وكان حامل لواء قومه في ذلك اليوم.
فتقول:

### دختنوس وعمرو بن عدس
تزوجت ابن عمها عمرو بن عدس بعدما أسن وأصبح عجوزاً، وكان أكثر قومه مالاً وأعظمهم شرفاً وكان رجلاً شهمًا كريمًا، يُغدق عليها طعاماً وشراباً ومالاً مع حِسن معاملة وإجلال وإكرام ولكنه كان شيخاً كبيراً قبيحاً رديء الفم  وأبرص أبخر أعرج، فلم تزل تولع به وتؤذيه وتسمعه ما يكره وتهجره، فوضع رأسه ذات يوم في حجرها فهي تُهمهُم وتُفلي في رأسه فأغفى ونام عمرو فَسال لعابه وهو بين النائم واليقظان
فإنتبه لِذلك فلقى دختنوس تَتأفف منه، فقال:
«أيسرك أن أفارقك وأطلقك ؟»
قالت:
«نعم».
فَطلقها وكان ذَلِكَ في الصيف.

### دختنوس وعُمَير بن مَعبد بن زرارة
نكحت بعد الطلاق ابن عمها عُمير بن مَعبد بن زرارة وكان شاب يتبجح بالشجاعة وكان ينام طيلة الصباح وإذا نبّهته دختنوس للصبّوح يقول لها:
«لو لغادية أو غزو أو حرب نبّهتني سأفيق من النوم».
وفي أحد الأيام أغارت بني بكر بن وائل على قومها بني دارم وكان زوجها نائِماً يشخر فنبهته وهي تظن أن فيه خيراً فقالت له:
«الغارة الغارة والغزو الغزو يا عُمير».
فلم يزل الرجل يحبق في مكانه من الخوف والجبن حتى أتى أحد فرسان بني بكر بن وائل فقَتله فسُمي المنزوف ضرطاً فأصبح العرب يضربون به المثل في الجبن فيقال:
«أجبن من المنزوف ضرطاً».
وسُبيت دختنوس فأدركهم الحي وبني تميم ولحقوا بهم وعندما هزمُهم طلب طليقها عمرو بن عدس أن يردوا دختنوس فأبوا ورفضوا فقتل منهم ثلاثة رهط وكان في السرعان ثم طلب وسل منهم دختنوس وجعلها أمامه وهو يقول:
أي زوجيكِ رأيتِ خيراً: أألعظيم فيشةً وأيراً: أم الذي يأتي العدوَ سيراً
ثم ردها إلى أهلها فقالت تُرثي عمير بن معبد بن زرارة:
أَعَيْني أَلا فابْكِي عُمَيْرَ بن مَعْبَد: وكانَ ضَرُوباً باليَدَيْنِ وباليَدِ.

### في الصّيف ضيّعْتِ اللّبن يا دختنوس
ثم بعد ذلك تزوجت خالد الزراري وهو فتى ذا جمال وشباب جسيماً وسيماً ولكنه فقيراً قليل المال، وذات عام أجدبت الأرض وأصبحت قاحلة وكان الوقتُ صيفاً قائضاً فمرت إبل عمرو بن عدس عليها كأنها الليل من كثرتها فقالت دختنوس لخادمتها:
«ويلك إنطلقي إلى أبي شريح - وكان عمرو يكنى بأبي شريح - فقولي له فليسقنا من اللبن».
فأتت الخادمة تطلب منه حلوبة فقالت له:
«إن بنت عمك دختنوس تقول لك إسقِنا من لبنك».
فقال لها عمرو:
«قولي لها في الصّيف ضيّعْتِ اللّبن يا دختنوس».
فمضى مثلاً مُتداول بين العرب يضرب لمن ضيّع الفرصة، وفوّت الغنيمة وقيل أن هذا المثل يروى هكذا:
«الصيف ضيحت اللبن»
بالحاء بدلاً من العين وهو من الضياح والضيج، وهو اللبن الممذوق الكثير الماء، يُريد ويقصد: الصيف أفسدت اللبن وحرمته نفسك.
ثم أرسل إليها بلقوحين ورواية من لبن، فقالت الخادمة:
«أرسل إليكِ أبو شريح بِهذا»
وهو يقول لكِ:
«في الصّيف ضيّعْتِ اللّبن يا دخنتوس».
فقالت دختنوس حين سمعت ذلك وضربت بيدها بخفة على منكب زوجها خالد الزُراري:
«هذا ومِذقَةُ خيرٌ ».
- تقصد وتعني بقولها هذا أن هذا الزوج مع عدم اللبن والمال خيرٌ وأفضل من زوجها السابق عمرو بن عدس - فذهبت كلماتها مثلاً مُتداول بين العرب يُضرب في محبوب يجب أن يحتمل له الشّدّة ولمن قنِع بِاليسير.

## وفاتها
توفيت عام 594 م نحو 30 سنة قبل الهـجرة.